# Hyssia adusta
Hyssia adusta là một loài bướm đêm trong họ Noctuidae.